# Кханна, Раджеш
Раджеш Кханна (хинди राजेश खन्ना, англ. Rajesh Khanna); настоящее имя — Джатин Кханна (англ. Jatin Khanna; 29 декабря 1942, Амритсар, Пенджаб — 18 июля 2012, Мумбаи) — индийский актёр, продюсер и политик. Считается одним из самых значительных актёров Болливуда. В период 1970-х годов был известен под прозвищем «Кака». Обладатель нескольких индийских и зарубежных кинематографических наград, в том числе премий «Filmfare» за вклад в кинематограф и за лучшую мужскую роль. Всего за свою жизнь снялся в приблизительно 180 фильмах.

## Биография
Кханна родился 29 декабря 1942 года в городе Буревала (ныне находящемся на территории Пакистана)
. Его биологическими родителями были Лала Хирананд и Чандрани Кханна. Он был усыновлен и воспитан родственниками его биологических родителей Чуннилалом Кханна и его женой Лилавати, из семьи железнодорожных подрядчиков, переехавшей из Лахора в Бомбей в 1935 году. В Бомбее Кханна посещал старшую школу Святого Себастьяна Раджеш вместе со своим другом Рави Капуром, который впоследствии получил известность в Болливуде как Джитендра. Раджеш начал играть на театральной сцене ещё в школьные годы. В 1959—1961 годах он учился в колледже Вадья в Пуне. Затем посещал Kishinchand Chellaram College в Мумбаи снова вместе с Джитендрой. Он также помогал своему другу готовиться к прослушиванию на его первую роль в кино.

### Карьера
Раджеш Кханна был одним из восьми финалистов All India Talent, выбранных из более чем десяти тысяч претендентов. В итоге он стал победителем. В качестве награды он получил возможность сняться в кино. Его первым фильмом в 1966 году стал «Последнее письмо» режиссёра Четана Ананда. За ним последовал «Тайна» Равиндры Даве. Заключив контракт с United Producers, он снялся в ещё нескольких фильмах и привлек к себе внимание. Фильм «Преданность» принес ему национальную славу и звание «суперзвезды». В 1971 году его фильм «Слоны — мои друзья» стал самым коммерчески успешным фильмом года. У актёра появилось множество поклонников, женщины присылали ему признания в любви, написанные своей кровью.
В период с 1969 по 1972 год сыграл главные роли в 15 фильмах, ставших хитами в индийском прокате, и уже в 1973 году о нём был снят документальный фильм на BBC. В конце 1970-х годов его популярность несколько спала, однако с 1970 по 1987 он оставался самым высокооплачиваемым актёром Болливуда. С 1992 по 1996 год он был депутатом парламента, а в 1999 году вернулся в кинематограф, но играл уже преимущественно роли «отцов», а не «любовников».
Признаки серьёзной болезни у актёра появились в апреле 2012. Раджеш Кханна скончался 18 июля 2012 года, на следующий день после выписки из больницы.

### Семья
В марте 1973 года Раджеш женился на шестнадцатилетней актрисе Димпл Кападия, ставшей известной после дебютного фильма «Бобби». В браке у них родились две дочери — Твинкл Кханна и Ринкл Кханна, которые тоже впоследствии стали актрисами. Супруги расстались в 1984 году, но так и не оформили развод, до конца жизни Раджеша поддерживая дружеские отношения.
Твинкл Кханна вышла замуж за актёра Акшая Кумара (настоящее имя — Раджив Хариом Бхатия) и родила ему сына и дочь. Девочку появившуюся на свет через два месяца после смерти деда назвали в его честь Нитара Кханна Бхатия.

## Частичная фильмография
| Год  |   | Русское название         | Оригинальное название | Роль                                               |
| ---- | - | ------------------------ | --------------------- | -------------------------------------------------- |
| 1966 | ф | Последнее письмо         | Aakhri Khat           | Говинд                                             |
| 1967 | ф | Тайна                    | Raaz                  | Кумар / Сунил                                      |
| 1969 | ф | Преданность              | Aradhana              | Арун Варма / Сурадж Прасад Саксена                 |
| 1970 | ф | Оборванная связь         | Kati Patang           | Камал Синха                                        |
| 1970 | ф | Путешествие              | Safar                 | Авинаш                                             |
| 1971 | ф | Слоны — мои друзья       | Haathi Mere Saathi    | Радж Кумар                                         |
| 1971 | ф | Жест                     | Andaz                 | Радж                                               |
| 1971 | ф | Младшая невестка         | Chhoti Bahu           | Мадху                                              |
| 1972 | ф | Бессмертная любовь       | Amar Prem             | Ананд Бабу                                         |
| 1972 | ф | Выше Бога                | Maalik                | Раджу                                              |
| 1972 | ф | Жизнь чудесна            | Mere Jeevan Saathi    | Пракаш                                             |
| 1972 | ф | Хитрость против алчности | Apna Desh             | Акаш Чандра                                        |
| 1973 | ф | Раджа и Рани             | Raja Rani             | Раджа                                              |
| 1974 | ф | Камень на сердце         | Daag                  | Сунил Кохли / Судхир                               |
| 1974 | ф | Клянусь вами             | Aap Ki Kasam          | Камал Бхатнагар                                    |
| 1974 | ф | Открытие                 | Avishkaar             | Амар                                               |
| 1976 | ф | Возлюбленная             | Mehbooba              | Пракаш / Сурадж                                    |
| 1977 | ф | В тени твоих ресниц      | Palkon Ki Chhaon Mein | Рави Радж Синха (Дак Бабу)                         |
| 1977 | ф | Отречение                | Tyaag                 | Шетан                                              |
| 1977 | ф | Обращаюсь к Вам          | Anurodh               | Aрун Чоудхари / Санджай Кумар / Притам Натх Гхайял |
| 1980 | ф | Маленькое предательство  | Thodisi Bewafaii      | Арун Кумар Чоудхари                                |
| 1980 | ф | Красная роза             | Red Rose              | Ананд                                              |
| 1981 | ф | Обратная сторона любви   | Kudrat                | Мохан Капур / Мадху                                |
| 1981 | ф | Боль                     | Dard                  | Дипак Шривастав / Викас                            |
| 1982 | ф | Танцор диско             | Disco dancer          | дядя Раджу                                         |
| 1982 | ф | Раджпут                  | Rajput                | Дхирендра Сингх                                    |
| 1982 | ф | Беспокойство             | Ashanti               | инспектор полиции Кумар Чандра Сингх               |
| 1982 | ф | Смятение сердца          | Dil-e-Nadaan          | Ананд                                              |
| 1983 | ф | Если ты не со мной…      | Agar Tum Na Hote      | Ашок Мехра                                         |
| 1983 | ф | Вторая жена              | Souten                | Шьям Мохит                                         |
| 1983 | ф | Отважный                 | Nishaan               | Шанкар                                             |
| 1984 | ф | Новая надежда            | Naya Kadam            | Раму                                               |
| 1984 | ф | Аша и Джоти              | Asha Jyoti            | Дипак Чандер                                       |
| 1984 | ф | Змеиный бог              | Maqsad                | Раджешвар                                          |
| 1985 | ф | Время вышло              | Zamana                | инспектор Винод С. Кумар                           |
| 1986 | ф | Пламя                    | Angaaray              | Рави                                               |
| 1987 | ф | Бесценный подарок        | Nazrana               | Раджат Верма                                       |
| 1987 | ф | Народ                    | Avam                  | капитан Амар Кумар                                 |
| 1987 | ф | Гита из Ситапура         | Sitapur Ki Geeta      | Раму                                               |
| 1996 | ф | Сводный брат             | Sautela Bhai          | мастер Тулсирам                                    |
| 1999 | ф | Возвращение домой        | Aa Ab Laut Chalen     | Балрадж Кханна                                     |
| 2001 | ф | Жить — значит любить     | Pyaar Zindagi Ha      | Хридайнатх                                         |
| 2002 | ф | Что подсказало сердце    | Kyaa Dil Ne Kahaa     | Сидхарт, отец Рахула                               |
| 2007 | ф | Когда одной жизни мало   | Om Shanti Om          | камео                                              |
| 2008 | ф | Верность                 | Wafaa                 | Амритлал Чопра                                     |
| 2010 | ф | Игры двух сердец         | Do Dilon Ke Khel Mein | Джогиндер Сингх                                    |
| 2012 | ф |                          | Jaanleva Black Blood  | инспектор                                          |
| 2014 | ф |                          | Riyasat               | Сахеб                                              |